# YafaRay

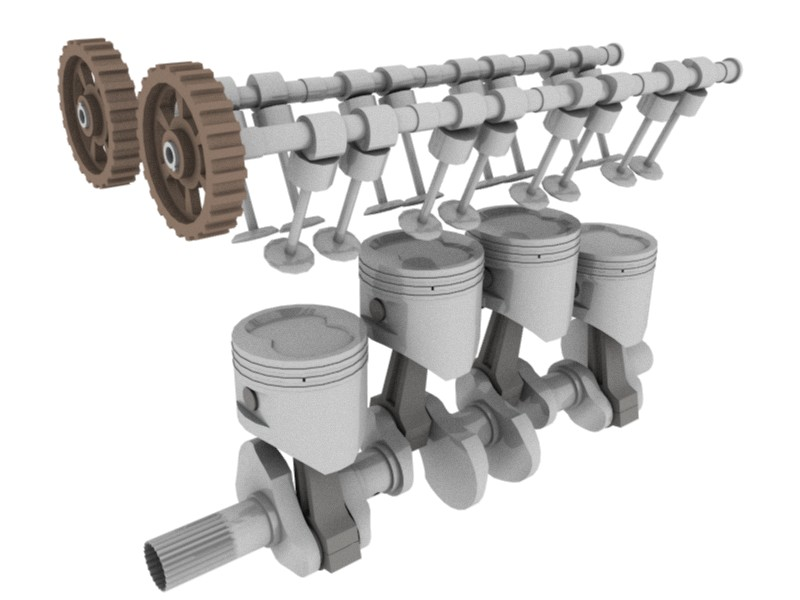
YafaRay-рендеринг частин поршневого двигуна, змодельованих у Blender

YafaRay (раніше YafRay, англ. Yet Another Free Raytracer — ще один вільний трасувальник променів) — безкоштовна вільна програма трасування променів з відкритим сирцевим кодом, що використовує для опису сцени мову XML. У лютому 2004 року модуль керування YafaRay інтегровано в програму 3D-моделювання Blender.
Програма поширюється під ліцензією GNU Lesser General Public License (LGPL).

## Історія
Попередник YafaRay, YafRay (англ. Yet Another Free Raytracer — ще один вільний трасувальник променів), написаний Алехандро Конті Естевесом, вперше випущено в липні 2002 року. Останньою версією цієї програми була 0.0.9, яка вийшла 2006 року.
Через обмеження початкового дизайну програми, Матіас Вайн повністю переписав трасувальник YafRay. Першу стабільну версію нового трасувальника під назвою YafaRay 0.1.0 випущено в жовтні 2008 року. Остання стабільна версія — 3.4.1, вийшла 2020 року.

## Можливості

### Візуалізація
Глобальне освітлення
YafaRay використовує засноване на наближеннях методу Монте-Карло глобальне освітлення для створення реалістично-освітлених візуалізацій 3D -сцен.
Освітлення від неба
Ця система заснована, головним чином, на освітленні від неба. До уваги також береться розрахунок м'яких тіней. Крім того, освітлення можна отримати із зображення з високим динамічним діапазоном.
Каустики
YafaRay використовує розподіл фотонів, який враховує каустику (спотворення світла при відбитті або проходженні, наприклад, через лінзу). Для симуляції напівпрозорих матеріалів розробляється шейдер, що імітує підповерхневе розсіювання світла.
Глибина різкості
Ця можливість дозволяє відтворити ефекти фокусної глибини різкості. Якщо камера зафіксована на певній точці сцени, далекі об'єкти будуть поза фокусом.
Спотворені відбиття
Якщо поверхня не є ідеальним відбивачем, відбите світло спотворюється. Що далі розташований відбиваний об'єкт, то більшим буде спотворення. YafaRay може імітувати це явище.

### Архітектура
Модульна структура
Yafaray має модульну структуру, засновану на ядрі та інших пов'язаних з ним елементах рендерингу: завантажувачі сцени, джерелах освітлення і шейдерах. Разом з API це дозволяє розробляти плагіни рендерингу для використання Yafaray з будь-якої програми або 3D-застосунка. У список підтримуваних програм входять: Blender, Wings 3D і Aztec[прояснити].
Кросплатформність
Yafaray повністю написаний мовою C++, завдяки чому програма добре переноситься. Прекомпільовані виконувані файли існують для всіх найпоширеніших платформ: GNU/Linux, Win32, Mac OS X і IRIX. Yafaray можна використовувати як автономний рушій рендерингу, що використовує власний формат опису сцени. У цьому випадку його можна викликати безпосередньо з командного рядка, скрипту тощо. Також існують варіанти для паралельного або розподіленого рендерингу.